# Carlo Furno
Carlo Furno, né le 2 décembre 1921 à Bairo, dans la province de Turin, au Piémont et mort le 9 décembre 2015 à Rome, est un cardinal italien, Grand maître de l'ordre équestre du Saint-Sépulcre de Jérusalem de 1995 à 2007.

## Biographie

### Prêtre
Après avoir été au séminaire diocésain, Carlo Furno  a été ordonné prêtre le 25 juin 1944 pour le diocèse d'Ivrée.
Après avoir exercé son ministère en paroisse pendant trois ans, il a repris des études de théologie et de droit à Turin puis à Rome où il a obtenu un doctorat en droit.
Il suit alors pendant deux ans les cours de l'académie pontificale ecclésiastique qui forme les diplomates du Vatican avant d'être envoyé successivement, comme attaché puis secrétaire, en Colombie (en), en Équateur (en), puis à Jérusalem.
Il revient ensuite à Rome pour travailler à la première section de la Secrétairerie d'État tout en enseignant à l'académie pontificale ecclésiastique.

### Évêque
Nommé nonce apostolique au Pérou (en) le 1er août 1973, il est consacré évêque le 16 septembre suivant par le cardinal Paolo Bertoli. Il est ensuite nommé nonce au Liban (en) le 25 novembre 1978, au Brésil (en) le 21 août 1982 et en Italie (en) le 15 avril 1992. 
Du 21 décembre 1995 au 27 juin 2007, il est Grand maître de l'ordre équestre du Saint-Sépulcre de Jérusalem et du 29 septembre 1997 au 27 mai 2004, archiprêtre de la Basilique Sainte-Marie-Majeure de Rome.

### Cardinal
Il est créé cardinal par le pape Jean-Paul II lors du consistoire du 26 novembre 1994 avec le titre de cardinal-diacre du Sacré-Cœur-du-Christ-Roi.
Il perd sa qualité d'électeur le jour de ses 80 ans le 2 décembre 2001, c'est pourquoi il ne peut pas participer aux votes des conclaves de 2005 (élection de Benoît XVI) et de 2013 (élection de François).
Le 24 février 2005, il est élevé à la dignité de cardinal-prêtre et le 10 mai 2006 il prend le titre de cardinal-prêtre de Saint-Onuphre-du-Janicule.
Il meurt le 9 décembre 2015, le même jour que son collègue bolivien le cardinal Julio Terrazas Sandoval.

## Succession apostolique
La succession apostolique est :
- Évêque Juan José Larrañeta Olleta (de), O.P. (1976)
- Évêque Lorenzo Miccheli Filippetti (de), O.S.A. (1976)
- Cardinal Augusto Vargas Alzamora, S.I. (1978)
- Archevêque Aloísio Roque Oppermann (pt), S.C.I. (1983)
- Évêque Pedro Fré (pt), C.SS.R. (1986)
- Évêque José Alves da Costa, D.C. (1986)
- Évêque Girônimo Zanandréa (pt) (1988)
- Évêque Giovanni Risatti (it), P.I.M.E. (1988)
- Évêque João Evangelista Martins Terra (pt), S.I. (1988)
- Évêque Hilário Moser (pt), S.D.B. (1988)
- Évêque Paulo Sérgio Machado (pt) (1989)
- Évêque Paulo Antonino Mascarenhas Roxo (pt), O.Praem. (1990)
- Évêque Waldemar Chaves de Araújo (pt) (1990)
- Archevêque Pedro Ercílio Simon (pt) (1990)
- Évêque Marcelino Correr (pt), O.F.M.Cap. (1991)
- Évêque José Nelson Westrupp (pt), S.C.I. (1991)